# Joanna (vlinder)
Joanna is een geslacht van vlinders van de familie dikkopjes (Hesperiidae), uit de onderfamilie Hesperiinae.

## Soorten
- J. boxi Evans, 1955
- J. joanna Evans, 1955